# Страховая компания АИЖК
«Страховая компания АИЖК» (СК АИЖК) — страховая и перестраховочная компания, специализирующаяся на ипотечном страховании, основной акционер — государство (через материнскую компанию ОАО «АИЖК», доля государства в которой равна 100 %).
В 2017 году компания отказалась от деятельности на рынке страхования, в связи с чем «Банк России» отозвал её лицензию.
Размер уставного капитала (на январь 2014 года) — 3 млрд руб.

## Учредители компании
- ОАО «АИЖК» — 99,963 %
- Ассоциация российских банков — 0,033 %
- Некоммерческое партнерство «Национальная страховая гильдия» — 0,03 %

## Органы управления
Высший орган управления — общее собрание, которое избирает совет директоров, к компетенции которого отнесены все вопросы стратегического развития компании, правление и генерального директора.

## История
Тесные отношения ОАО «АИЖК» со страховыми компаниями выстраивались с 2001—2002 годов. К концу октября 2009 года АИЖК разработало и утвердило «Концепцию развития системы ипотечного страхования», было объявлено о планах АИЖК создать собственную дочернюю страховую компанию
. Планировалось, что в 2010—2015 годах новая страховая компания застрахует полмиллиона ипотечных кредитов на общую сумму 0,8 трлн.рублей. В конце декабря 2009 решение о создании СК АИЖК было принято наблюдательным советом ОАО «АИЖК». 28 января 2010 года ОАО «СК АИЖК» регистрирует Федеральная налоговая служба, а 20 мая 2010 года — Федеральная служба страхового надзора, которая выдала СК АИЖК лицензию на перестрахование.
Через месяц, 29 июня 2010 года, СК АИЖК подписывает первый договор перестрахования рисков по договорам страхования ответственности заёмщика. Для российского страхового рынка это стало заметным событием —- несмотря на давно включенную в Закон об ипотеке норму о страховании ответственности заёмщика, до этого момента такой способ защиты заёмщика и снижения процентной ставки по ипотечному кредиту не применялся.
В феврале 2012 года был заключен первый договор перестрахования рисков по договорам страхования финансовых рисков кредиторов. 27 ноября 2012 года Федеральная служба по финансовым рынкам выдала «СК АИЖК» лицензию на осуществление:
- страхования гражданской ответственности за неисполнение или ненадлежащее исполнение обязательств по договору;
- страхования финансовых рисков[13][14].

Лицензия отозвана в связи с отказом компании от деятельности на рынке страхования.

## Деятельность
«СК АИЖК» очень быстро набирала портфель перестрахованных договоров ипотечного страхования. В 2010 было перестраховано всего 582 кредита с общим объемом ответственности 62,1 млн руб. В 2011 году из 6,9 тысяч страховых договоров, заключенных при ипотечном кредитовании, в «СК АИЖК» было перестраховано более 4 тыс. К марту 2012 года в «СК АИЖК» было перестраховано около 4,7 тысяч договоров.
ОАО «СК АИЖК» разрабатывала и внедряла страховые продукты и стандарты ипотечного страхования, проводила обучение кредитных организаций применению инструментов распределения рисков и способов снижения процентных ставок по ипотечным кредитам за счет ипотечного страхования, проводила работу с банками и страховыми компаниями по разработке новых продуктов и продвижению ипотечного страхования, разрабатывала стандарты ипотечного страхования, инициировала изменения в законодательной и нормативной базах в целях развития ипотечного страхования, осуществляла сбор и анализ статистических данных по рынку ипотечного страхования.
ОАО «СК АИЖК» являлась единственной российской перестраховочной компанией, принимающей в перестрахование риски по договорам ипотечного страхования. Перестраховочной защитой СК АИЖК пользовалось более 20 крупных страховых компаний, среди которых «АльфаСтрахование», «МАКС», «Росгосстрах», «УралСиб», «Сургутнефтегаз», «Гута-Страхование», «Согаз», «ВСК» и другие. В целях обеспечения повышенной надежности рынка ипотечного кредитования «СК АИЖК» осуществляла деятельность с консервативным соотношением «риск — капитал», равным 10:1.
Страховая компания АИЖК имела хорошие[какие?] рейтинговые оценки от международных рейтинговых агентств Moody's и Fitch. В настоящее время[когда?] компания отказалась от страховой и перестраховочной деятельности, в связи с чем «Банк России» отозвал её лицензию.